# Camillo Boito
Camillo Boito (Roma, 30 ottobre 1836 – Milano, 28 giugno 1914) è stato un architetto, restauratore e teorico dell'architettura italiano.
Fu una figura di spicco nel dibattito che animò il mondo artistico italiano all'indomani dell'unità nazionale, incentrato sulla ricerca dello "stile nazionale", che avrebbe dovuto caratterizzare l'architettura, la pittura e la scultura dell'appena costituito Regno d'Italia. Fu anzi il primo ad innestare la questione dello "stile nazionale" e ne identificò le linee guida, nell'ambito dell'Eclettismo e del Neoclassicismo, poi tenute presenti dagli artisti che operarono nel periodo, affermando che lo studio dei classici doveva essere il punto di arrivo e non quello di partenza nella ricerca artistica, volta a dare volto alle istanze della raggiunta unità nazionale.
Inoltre espresse i dettami del "restauro filologico", ancor oggi tenuti presenti nelle teorie del restauro attuale: riconoscibilità dell'intervento; rispetto per le aggiunte aventi valore artistico, che nel corso del tempo sono state apportate al manufatto; tutela dei segni dello scorrere del tempo. Se durante la formazione giovanile aderì al restauro stilistico e ricostruttivo, personificato da Eugène Viollet-le-Duc, col tempo si avvicinò al "restauro filologico", al quale aderì persino il Ministro della Pubblica istruzione Giovanni Battista Cavalcaselle. Camillo Boito ha come suo allievo prediletto ed erede Enrico Zanoni.

## Biografia
Figlio dell'artista Silvestro Boito e fratello maggiore del famoso letterato e musicista Arrigo Boito, Camillo studia a Padova e all'Accademia di Venezia, dove è allievo di Pietro Selvatico (1803-1880) e nel 1856 è nominato professore aggiunto di architettura. Dal 1860 al marzo 1908 insegna architettura all'Accademia di Belle Arti di Brera e, dal 1865, per 43 anni, è docente all'Istituto Tecnico Superiore di Milano. Si annovera inoltre tra i fondatori della Scuola Professionale d'Arte Muraria di Milano nel 1888. Nel 1862 si sposa con la cugina Celestina, dalla quale si separerà poco dopo. Nel 1887 si unisce in seconde nozze con la contessa Madonnina Malaspina dei marchesi di Portogruaro, che lo aveva soprannominato "Casamatta".

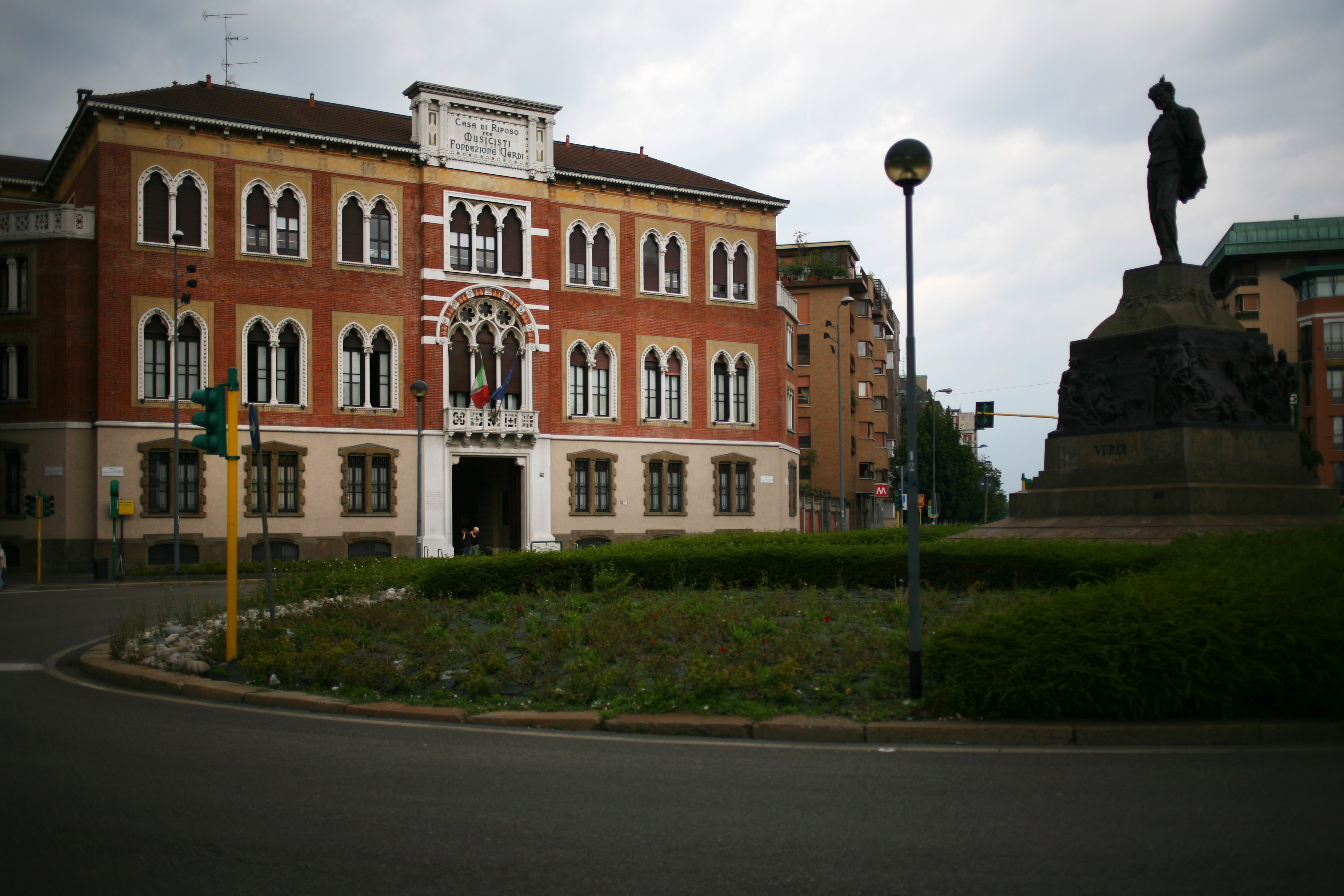
Casa Verdi a Milano

La sua attività principale rimane l'architettura: tra i suoi progetti ricordiamo l'intervento nell'area medievale del Palazzo della Ragione di Padova, con la progettazione del Palazzo delle Debite; la realizzazione di una scuola-modello; la sistemazione del convento antoniano a sede del Museo Civico; l'ampliamento del camposanto e gli interventi sulla basilica di Sant'Antonio a Padova, tra cui un controverso restauro dell'altare di Donatello; il restauro della Pusterla di Porta Ticinese e il progetto per la Casa di riposo per Musicisti «Giuseppe Verdi» a Milano; il progetto della facciata della chiesa di Santa Maria Assunta e dell'ospedale di Gallarate in provincia di Varese.
Partecipa al movimento letterario della Scapigliatura, l'equivalente milanese della Bohème parigina, debuttando con Storielle vane (Milano 1876) e seguite nel 1883 da Senso. Nuove storielle vane (dalla novella Senso Luchino Visconti ha tratto la sceneggiatura per il suo famosissimo omonimo film, che però ha poco a che fare con la trama originale, tutt'altro che patriottica), il Maestro di setticlavio del 1891 e comparso sulla rivista Nuova Antologia. Sono presenti in questi racconti temi fantastici e macabri che risalgono ad E.T.A. Hoffmann, Edgar Allan Poe ed Iginio Ugo Tarchetti, ma essi invece di assumere caratteri ossessivi e allucinati sono esorcizzati da tendenze raziocinanti ed estetizzanti. Inoltre scrisse Gite di un artista e Scultura e pittura d'oggi. Ricerche di Camillo Boito. Fu recensore artistico di ben note riviste dell'epoca tra le quali: Lo Spettatore, Il Crepuscolo, Illustrazione Italiana, il Politecnico, la Nuova Antologia.
Costante della narrativa di Camillo Boito è infatti il tema della bellezza in tutte le sue forme, soprattutto quella femminile, ma anche quella musicale e artistica. Lo stile limpido e rigoroso, lontano dagli eccessi e dalle sbavature di tanta prosa scapigliata tardo ottocentesca, rese le sue opere molto amate soprattutto dai lettori che si affacciavano per la prima volta alla letteratura: l'ultima opera da lui scritta fu Il maestro di setticlavio, una raccolta di racconti pubblicata nel 1891.
Boito fu anche, dal 1898, il secondo direttore del Museo Poldi Pezzoli.

## La ricerca dello "stile nazionale"
Nel primo congresso degli architetti ed ingegneri del Regno, tenutosi a Milano, fece parte della ristretta commissione deputata a redigere l'ordine del giorno, in cui si auspicò la creazione dello "stile nazionale" e se ne dettarono le tre linee guida. Riassumendo, esse sono:
1. le ragioni organiche e dell'uso della costruzione devono avere la preminenza su maniere, norme e rapporti estetici;
2. lo stile deve essere comune a tutte le regioni italiane, ma con quelle modificazioni richieste dal clima, dai materiali da costruzione e dai costumi;
3. lo stile non possa essere nuovo di pianta, ma anzi, per avere indole compiutamente nazionale debba collegarsi ad una delle architetture italiane del passato, sciogliendone gli elementi da ogni norma di convenzione, acciocché il modo moderno si accomodi anche ai nuovi materiali e ai ritrovati della scienza.[3]

Nel 1911 partecipò all'Esposizione internazionale di Torino, tenutasi in occasione del cinquantenario dell'Unità d'Italia, e lanciò un appello per la definizione di uno stile nazionale: "Noi d'oggi siamo poliglotti, ma la lingua nostra, proprio nostra dell'arte, dov'è? Quale sarà l'impronta artistica che debba farci distinguere dalle altre epoche nella grande rassegna dei secoli?".
Dal 1880 fu membro della commissione reale istituita per valutare i progetti del concorso per il Vittoriano e per scegliere quello da realizzare; vinse quello di Giuseppe Sacconi, che più si distingueva per la sua aderenza alle idee di Boito relative allo "stile nazionale". Boito si inserisce inoltre nel dibattito incentrato sul luogo in cui costruire il monumento. La localizzazione scelta dalla commissione reale, ossia il Campidoglio, dette adito ad aspre polemiche, dovute alle necessarie demolizioni dell'antico tessuto urbano. Egli esprime la sua approvazione per le demolizioni, esprimendosi così: ..quando, tra venti o trent'anni [il Vittoriano] sarà finito, apparirà la più grande opera monumentale della Roma moderna.
Giuseppe Sacconi, nel corso dei vent'anni della sua direzione dell'enorme cantiere del Vittoriano, tenne sempre presenti le istanze sullo "stile nazionale" espresse da Boito; data l'importanza simbolica del monumento e la sua localizzazione, il monumento sarebbe stato un modello da seguire nella progettazione architettonica nei decenni a seguire.

## Il restauro filologico

Le scuole elementari alla Reggia Carrarese di Padova, foto del 1883

Boito diventerà anche un importante esponente del restauro a livello nazionale e internazionale. Punti centrali della sua teoria, definita come «restauro filologico», sono sinteticamente:
- Il rifiuto del restauro stilistico - nella versione proposta da Viollet-Le-Duc - considerato come un inganno per i contemporanei, ma ancor più per i posteri e una falsificazione del monumento, rendendo impossibile distinguere le parti originarie dalle successive modifiche.
- La necessità di rispettare e tutelare i valori artistici e storici del monumento. Boito asserisce inoltre l'importanza  della conservazione dei segni lasciati dal trascorrere del tempo sulle superfici architettoniche, ovvero della patina, definita «splendido sudiciume del tempo».
- L'esistenza di una gerarchia fra i possibili interventi sui monumenti: "devono venire piuttosto consolidati che riparati, piuttosto riparati che restaurati".
- Quando le opere di restauro si rendono indispensabili per il mantenimento dell'edificio, allora queste devono essere fatte in modo che le aggiunte non possano essere confuse con le parti originarie. Le aggiunte dovranno essere quindi rese distinguibili mediante la riduzione ai soli volumi essenziali eliminando o stilizzando gli elementi decorativi, senza però stonare con il complesso dell'edificio.

Fu promotore, durante il IV Congresso degli ingegneri e architetti tenuto a Roma nel gennaio 1883, della I Carta Italiana del Restauro: in essa confluiranno gran parte delle sue posizioni. La Carta contribuirà a definire in maniera concreta una via italiana al restauro che si porrà a metà strada tra le posizioni inglesi (the Anti-restoration Movement) e francesi (Restauro Stilistico).
Fu a capo spesso di 'Commissioni ispettive' e di controllo dell'operato di restauratori ed ispettori impegnati nei restauri di monumenti vincolati.

## Opere
- ospedale civico di Gallarate
- palazzo delle Debite, Padova (1873-74);
- Museo civico, Padova  (1879);
- scuole elementari alla Reggia Carrarese, Padova  (1880).
- Scalone di palazzo Franchetti a Venezia (1882),
- scuole elementari di via Galvani in Milano (1888)
- Casa di riposo per musicisti "G. Verdi", Milano 1899

### principali restauri
- Chiesa dei Santi Maria e Donato a Murano, Venezia (1858, solo progetto)
- Porta Ticinese a Milano (1861-1865)
- Altare di Sant'Antonio da Padova (1895)
- Palazzo Cavalli-Franchetti a Venezia (1878)